# Anasztasz Mikoján
Anasztasz Mikoján (örményül, apai névvel Անաստաս Հովհաննեսի Միկոյան vagyis Anasztasz Hovhanneszi Mikoján, oroszul, apai névvel Анаста́с Ива́нович Микоя́н vagyis Anasztasz Ivanovics Mikojan) Szanahin, 1895. november 25. – Moszkva, 1978. október 21.) örmény nemzetiségű szovjet kommunista politikus volt.
Tehetséges politikus volt, aki már Lenin idejétől részt vett a legfelsőbb szovjet vezetésben és Leonyid Iljics Brezsnyev uralma idején bekövetkezett haláláig túlélt minden hatalomváltást. A Szovjetunió államfőjeként, önként vált meg a politikától 1965-ben.
Egyike volt azoknak a szovjet politikusoknak, akiket az 1956-os forradalom idején Magyarországra küldtek tárgyalni. November 1-jén élesen ellenezte Nyikita Szergejevics Hruscsov pártfőtitkár és az SZKP Politikai Bizottsága döntését, hogy fegyveres erővel fojtsák el a magyar forradalmat.
Öccse Artyom Mikoján, a MiG-repülőgépek egyik fő tervezője, akinek a nevét a MiG rövidítés első két betűje őrzi.

## Ifjúkora
Az Orosz Birodalom Tifliszi kormányzóságához tartozó Szanahin faluban született, amely ma Örményországhoz tartozik és Alaverdi város része. Apja, Hovhannesz ács volt, anyja szőnyegszövő. Mint Sztálin, ő is eredetileg teológiát tanult, a grúziai Tbilisziben. Később úgy viccelődött, hogy hittudományi tanulmányai vitték egyre közelebb és közelebb az ateizmushoz. Тanulmányozta a liberális és a szocialista elveket is.

## Politikai pályája
Mikoján 1915-ben lépett be a Szovjetunió Kommunista Pártja elődjébe, egy évvel azelőtt, hogy befejezte tanulmányait a tifliszi örmény papi szemináriumban. A forradalmi 1917-es évben Bakuban tevékenykedett a bolsevikok oldalán, a kaukázusi forradalmi mozgalom egyik vezetője lett. 1917-től propagandista volt Tbilisziben és Bakuban. Azerbajdzsán, 1918-tól a Vörös Hadsereg 3. brigádjának komisszárja. Egy ízben megmentette későbbi politikustársa, Grigorij Ordzsonikidze életét. 1918-ban a helyi bolsevikok átmeneti vereségét követően a brit intervenciós csapatok Bakuban letartóztatták és csak 1919-ben szabadult.
Miután elengedték, folytatta a pártmunkát és rangban egyre emelkedett. 1919-20-ban Azerbajdzsánban töltött be párt- és szakszervezeti tisztségeket, majd a Nyizsnyij Novgorod-i kormányzóság párttitkára lett.

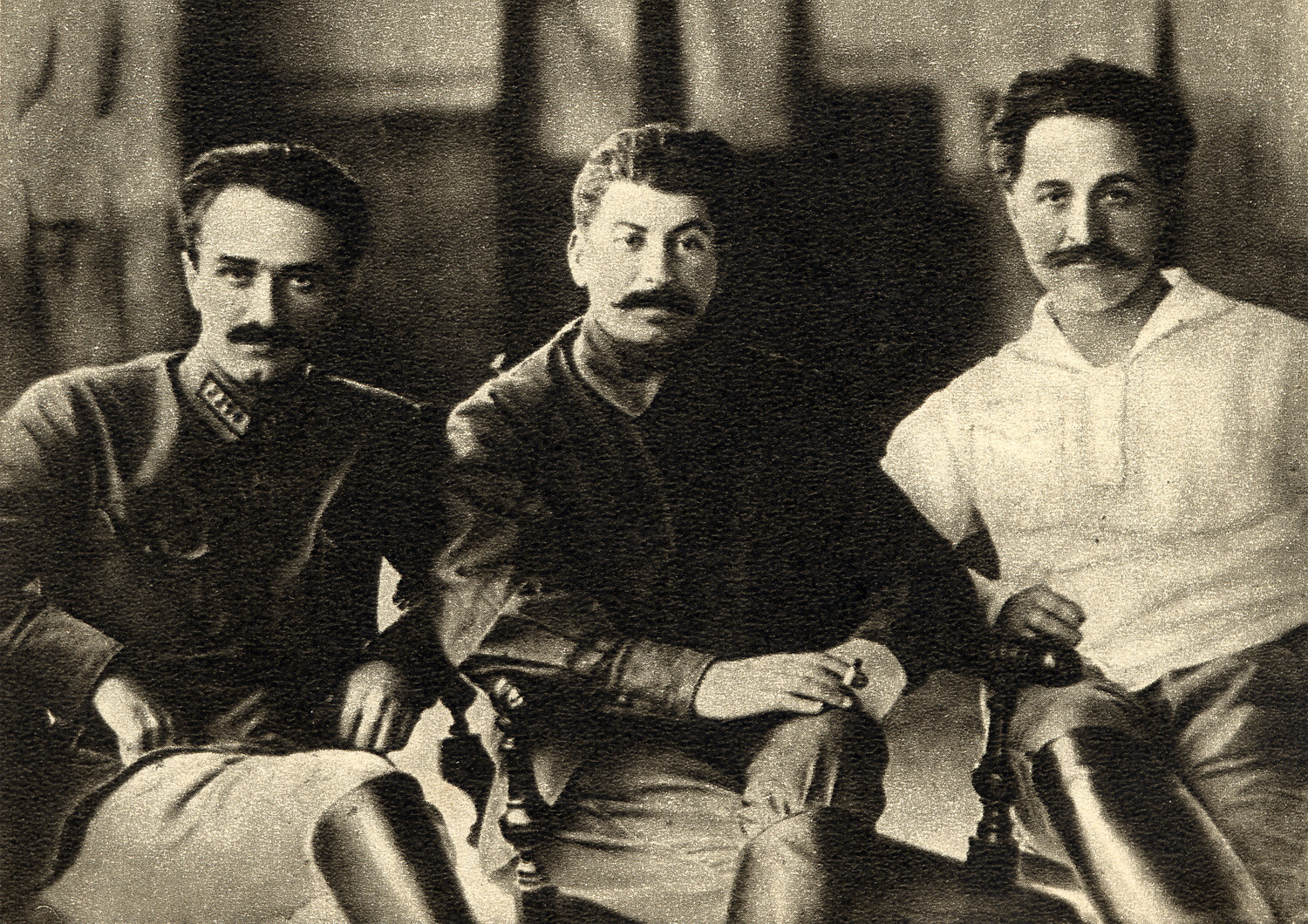
Mikoján, Sztálin és Ordzsonikidze (balról jobbra) 1925-ben

1922-ben ismét áthelyezték, az Oroszországi Kommunista (bolsevik) Párt Központi Bizottságának észak-kaukázusi térséggel foglalkozó délkeleti irodájának titkára lett, egyúttal a KB póttagja. A következő évben már a KB teljes jogú tagja, és ezután több mint fél évszázadon keresztül, 1976-ig az is maradt, ezzel messze túlszárnyalva bármely más szovjet vezetőt. A Lenin halálát követő hatalmi harcokban Mikoján Sztálint támogatta. 1924-ben az átfogó közigazgatási reform során létrejött Délkeleti, majd új nevén Észak-kaukázusi határterület pártbizottságának első titkára lett.
1926-ban helyezték át ismét, amikor a Szovjetunió kül- és belkereskedelmi népbiztosává nevezték ki, ettől kezdve 1964-ig folyamatosan tagja volt a Szovjetunió kormányának (a Népbiztosok Tanácsának, majd 1946-tól a Minisztertanácsnak), a párton belül pedig ekkor lett a Politikai Bizottság póttagja. 1930-ban közellátási népbiztos, majd 1934-ben élelmiszeripari népbiztos lett. Ő terjesztette el a nyugati mintájú konzervgyártást a Szovjetunióban. Ez akkor fontos gazdasági ágazatnak számított, amit az is bizonyít, hogy Mikojánt 1935-ben beválasztották a Politikai Bizottság rendes tagjai közé, 1937-től pedig már a Népbiztosok Tanácsának elnökhelyettese is volt tárcája vezetése mellett. Ezután 1938-tól 1949-ig külkereskedelmi népbiztos (majd miniszter), így az első szovjet vezetők közt volt, akik a gazdasági együttműködés fellendítése érdekében jószolgálati utat tett az Egyesült Államokba. (1946-tól a népbiztosi tisztség elnevezése helyébe a miniszter megnevezés lépett).
A második világháború idején az utánpótlás szállításának a megszervezése volt a feladata. Fiát, aki pilóta volt a Vörös Légierőben, Sztálingrádnál német vadászrepülőgépek lőtték le. Mikoján egyike volt annak a három személynek (Vjacseszlav Mihajlovics Molotov és Kliment Jefremovics Vorosilov mellett), akik 1940 tavaszán aláírásukkal hagyták jóvá a katyńi vérengzést, a fogoly lengyel tisztek tízezreinek legyilkolását.
1942-ben Mikoján az Állami Védelmi Bizottság tagja lett, ahol a közellátásért volt felelős. 1946-tól a Minisztertanács elnökhelyettese volt.
Sztálin halála előtt tervek készültek arra, hogy Malenkovval és más vezetőkkel együtt egy tisztogatásban félretegyék, erre azonban már nem került sor, mert Sztálin 1953-ban meghalt. Mikoján eredetileg amellett érvelt, hogy Berija, Sztálin véreskezű jobbkeze maradjon büntetlen, később azonban pont azzal tett szert népszerűségre a pártban, hogy ezt a véleményét megváltoztatta.

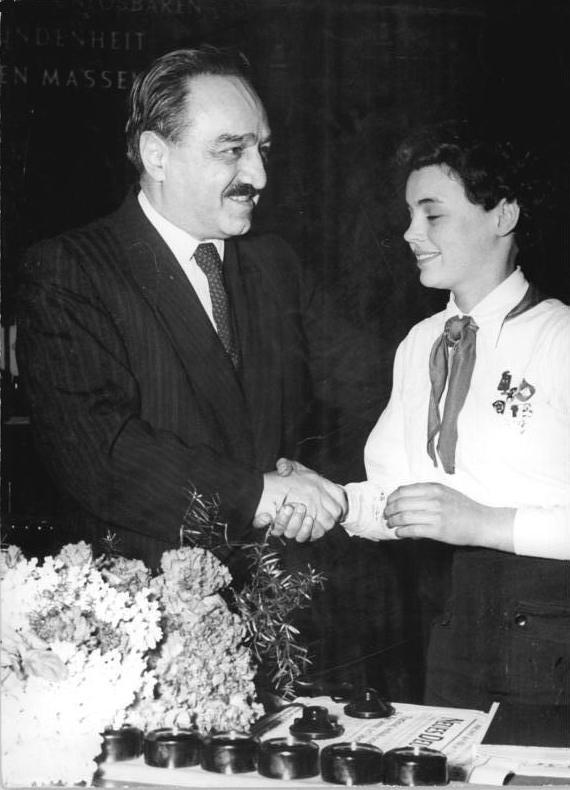
Mikojánt egy úttörő köszönti Berlinben 1954-ben

Mikoján Sztálin halála után, Malenkov miniszterelnöksége idején is a kormányban maradt kereskedelmi miniszterként. A Sztálin utódlásáért folyó hatalmi harcban a győztesen kikerülő Hruscsovot támogatta és szolgálatai fejében a Szovjetunió első miniszterelnök-helyettesének posztját kapta.
1956-ban Mikoján egyik fő szervezője volt az SZKP XX. kongresszusa fő eseményének, Hruscsov beszédének, amelyben elítélte a sztálini személyi kultuszt.

## Párt- és kormánytisztségeinek listája
Mikoján több mint 50 éven át volt a Szovjetunió legfelsőbb politikai vezetésének tagja, ezalatt számos országos párttisztséget töltött be és különböző minisztériumokat (népbiztosságokat) vezetett.
Fontosabb párttisztségei
- a Központi Bizottság póttagja: 1922-23,
- a Központi Bizottság tagja: 1923-76,
- a Politikai Bizottság póttagja: 1926-35,
- a Politikai Bizottság (1952-66 között Elnökség) tagja: 1935-66.

Fontosabb kormányzati tisztségei
- a Minisztertanács (1946-ig Népbiztosok Tanácsa) tagja: 1926-64,
- kül- és belkereskedelmi népbiztos: 1926-30,
- közellátási népbiztos: 1930-34,
- élelmiszeripari népbiztos: 1934-38,
- külkereskedelmi miniszter (1946-ig népbiztos): 1938-49,
- kül- és belkereskedelmi miniszter: 1953,
- kereskedelmi miniszter: 1953-55,
- a Minisztertanács (1946-ig Népbiztosok Tanácsa) elnökének helyettese: 1937-53 és 1954-55,
- a Minisztertanács elnökének első helyettese: 1955-64.

Utolsó, legjelentősebb állami tisztségét nagyon rövid ideig, 1964–65-ben töltötte be, amikor a Legfelsőbb Tanács Elnökségének elnöke volt, vagyis lényegében államfő.

## Külpolitikus

### Mikoján és a magyar forradalom
Mikoján a szovjet vezetésen belül „magyarszakértőnek” számított. 1956-ban már júliusban járt Magyarországon, amikor Rákosi Mátyást másodszor is, véglegesen eltávolították a hatalomból és Gerő Ernő került a helyére.
Október 24-én Szuszlov társaságában ismét Budapestre érkezett. A magyar vezetőkkel folytatott többszörös tárgyalásaik ellenére azonban a szovjet küldöttek rosszul ítélték meg a helyzetet, bíztak abban, hogy a magyar kommunista vezetés képes lesz stabilizálni a helyzetet és kezében tartani a fegyveres erőket, csak túl pesszimistáknak tartották „a magyar elvtársakat”. „Az volt a benyomásunk, hogy Gerő különösen, de a többi elvtárs is, alábecsüli saját erejét, az ellenfelét pedig eltúlozza” – jelentették Moszkvának. „Hallottuk a szovjet és a magyar katonai vezetés előzetes beszámolóit. Tüzetesebb vizsgálat után kiderült, hogy a magyarok pesszimista módra túloznak.”
November elején Mikoján élesen szembehelyezkedett Hruscsov és a pártelnökség döntésével arról, hogy a szovjet hadsereg fojtsa el a magyar felkelést, mert úgy gondolta, ez óriási kárt okozhat a Szovjetunió nemzetközi megítélésében. Azt javasolta, hogy ehelyett adjanak még időt a magyar kormányzatnak a helyzet stabilizálására. William Taubman Hruscsov-életrajzában azt írta, hogy Mikoján lemondással fenyegetőzött ezen az ülésen.

## Művei magyarul
- Beszéd az SZKBP XIX. kongresszusán 1952. okt. 9.; Politikai Kiadó, Bucureşti, 1952
- Az áruforgalom további növelését, az állami, a szövetkezeti és a kolhozkereskedelem szervezetének megjavítását szolgáló intézkedésekről; Politikai Kiadó, Bukarest, 1953
- Az áruforgalom további növelését és a kereskedelem munkájának megjavítását szolgáló intézkedésekről; Szikra, Bp., 1953
- Beszéd a SZKP 19. kongresszusán; Kárpátontúli Területi Könyv- és Folyóiratkiadó, Uzshorod, 1953
- Beszéd a Szovjetunió Kommunista Pártja 20. Kongresszusán; Politikai Kiadó, Bukarest, 1956
- Ötven esztendős a Szovjetunió; ford. Nyirő József; Kossuth, Bp., 1972
- A harc útján. 1. köt.; ford. Hangay Sándor; Kossuth–Kárpáti, Bp.–Uzsgorod, 1973